# Hotta Masatoshi
Hotta Masatoshi est un nom japonais traditionnel ; le nom de famille (ou le nom d'école), Hotta, précède donc le prénom (ou le nom d'artiste).
Hotta Masatoshi (堀田正俊, 1634-7 octobre 1684) était un daimyō (seigneur féodal) de la province de Shimōsa, conseiller et fonctionnaire du gouvernement pendant le shogunat Tokugawa du Japon. Il a servi comme rōjū (conseiller en chef) du shogun Ietsuna Tokugawa de 1679-1680, et tairō (chef du conseil des rōjū) sous Tsunayoshi Tokugawa du 12e jour du 11e mois lunaire de 1681 jusqu'à sa mort, le 7 octobre 1684.

## Vie et carrière
Son père était Hotta Masamori, conseiller (tairō) sous le shogun précédent, Iemitsu Tokugawa, et s'est suicidé à la mort de Iemitsu en 1651. Masatoshi a alors été adopté par Kasuga no Tsubone, la nourrice maternelle de Iemitsu.
Il a servi de secrétaire personnel du shogun suivant, Ietsuna Tokugawa, pendant un certain temps, avant d'être nommé wakadoshiyori (conseiller junior) en 1670. Ietsuna était déjà très malade quand Masatoshi a été nommé rōjū en 1679, et il meurt l'été suivant. À ce moment, un autre rōjū, Sakai Tadakiyo, dans un intérêt de puissance personnelle, a proposé que le prochain shogun soit choisi parmi les maisons princières. Il cherchait à être le régent de ce nouveau shogun, qui n'aurait été qu'un pantin. Cependant, Masatoshi, furieux dit-on, s'est fortement opposé à cela ; Tadakiyo a démissionné de son poste peu après et le frère d'Ietsuna Tsunayoshi Tokugawa a été installé comme nouveau shogun.
Masatoshi est devenu tairō peu après et il a obtenu un domaine de 13 000 koku de Tsunayoshi. Il a été tué quelques années plus tard, le 7 octobre 1684. Les motifs du coupable, le cousin de Masatoshi, Inaba Masayasu, sont inconnus. Après la mort de Masatoshi, Tsunayoshi a saisi l'occasion pour réorganiser l'administration du shogunat afin d'affaiblir les rōjū et d'accorder plus de puissance au soba-yōnin (chambellan). Masatoshi n'a pas eu de succès en tant que tairō, et beaucoup de ses pouvoirs en sont venus à être exercés par le shogun lui-même.